# La Bellière (Sena Marítim)
La Bellière és un municipi francès situat al departament del Sena Marítim i a la regió de Normandia. L'any 2007 tenia 59 habitants.

## Demografia

### Població
El 2007 la població de fet de La Bellière era de 59 persones. Hi havia 20 famílies de les quals 4 eren unipersonals (4 homes vivint sols), 4 parelles sense fills i 12 parelles amb fills.
La població ha evolucionat segons el següent gràfic:
Habitants censats

### Habitatges
El 2007 hi havia 27 habitatges, 19 eren l'habitatge principal de la família, 6 eren segones residències i 2 estaven desocupats. Tots els 27 habitatges eren cases. Dels 19 habitatges principals, 14 estaven ocupats pels seus propietaris, 4 estaven llogats i ocupats pels llogaters i 1 estava cedit a títol gratuït; 1 tenia una cambra, 3 en tenien tres, 5 en tenien quatre i 11 en tenien cinc o més. 17 habitatges disposaven pel capbaix d'una plaça de pàrquing. A 8 habitatges hi havia un automòbil i a 11 n'hi havia dos o més.

### Piràmide de població
La piràmide de població per edats i sexe el 2009 era:
| Homes | Edats   | Dones |
| ----- | ------- | ----- |
| 0     | 95 o +  | 0     |
| 0     | 90 a 94 | 0     |
| 0     | 85 a 89 | 0     |
| 0     | 80 a 84 | 0     |
| 4     | 75 a 79 | 0     |
| 0     | 70 a 74 | 0     |
| 0     | 65 a 69 | 4     |
| 0     | 60 a 64 | 8     |
| 8     | 55 a 59 | 0     |
| 0     | 50 a 54 | 0     |
| 0     | 45 a 49 | 0     |
| 8     | 40 a 44 | 0     |
| 0     | 35 a 39 | 8     |
| 4     | 30 a 34 | 0     |
| 0     | 25 a 29 | 4     |
| 0     | 20 a 24 | 0     |
| 0     | 15 a 19 | 8     |
| 0     | 10 a 14 | 4     |
| 0     | 5 a 9   | 0     |
| 4     | 0 a 4   | 4     |

## Economia
El 2007 la població en edat de treballar era de 43 persones, 29 eren actives i 14 eren inactives. De les 29 persones actives 28 estaven ocupades (16 homes i 12 dones) i 1 aturada (1 dona i 1 dona). De les 14 persones inactives 3 estaven jubilades, 8 estaven estudiant i 3 estaven classificades com a «altres inactius».
Activitats econòmiques
Dels 3 establiments que hi havia el 2007, 1 era d'una entitat de l'administració pública i 2 d'empreses classificades com a «altres activitats de serveis».
L'any 2000 a La Bellière hi havia 7 explotacions agrícoles que ocupaven un total de 156 hectàrees.

## Poblacions més properes
El següent diagrama mostra les poblacions més properes.